# Miroslav Grebeníček
Miroslav Grebeníček (* 21. března 1947 Staré Město) je český komunistický politik, v letech 1990 až 1992 poslanec Sněmovny lidu a Sněmovny národů Federálního shromáždění, v letech 1996 až 2021 Poslanecké sněmovny, v letech 1993 až 2005 předseda Komunistické strany Čech a Moravy.

## Biografie
Jeho otcem byl Alois Grebeníček, vězněný v koncentračních táborech Osvětim a Buchenwald, kterému po válce byl udělen Československý válečný kříž 1939 za osvobození Československé republiky a který byl v letech 1945 až 1951 vyšetřovatelem Státní bezpečnosti na Krajském velitelství StB v Uherském Hradišti, kde podle některých krutě týral a mučil vyšetřované, mimo jiné i elektřinou a bitím kovovým kabelem přes nohy a ruce.
Miroslav Grebeníček vystudoval Pedagogickou a Filosofickou fakultu Univerzity Jana Evangelisty Purkyně v Brně, v roce 1968 byl mezi studenty protestujícími proti vstupu vojsk Varšavské smlouvy. V době mládí byl výkonnostním cyklistou. Po studiích působil jako učitel, od roku 1975 vyučoval na Univerzitě Jana Evangelisty Purkyně v Brně (zaměření na dějiny 19. a 20. století, dějiny dělnického hnutí a ekonomické teorie).
Do KSČ vstoupil roku 1975 jako osmadvacetiletý. Ve vrcholové politice se pohybuje od roku 1990. V lednu 1990 zasedl za KSČ v rámci procesu kooptací do Federálního shromáždění po sametové revoluci do Sněmovny lidu (volební obvod č. 106 - Znojmo-Břeclav, Jihomoravský kraj). Ve volbách roku 1990 přešel do české části Sněmovny národů, nyní již za federalizovanou KSČM. Mandát obhájil ve volbách roku 1992. Ve Federálním shromáždění setrval do zániku Československa v prosinci 1992.
Ve volbách v roce 1996 byl zvolen do Poslanecké sněmovny Parlamentu České republiky a poslanecký mandát od té doby obhájil ve všech následujících volbách (volby 1998, volby 2002, volby 2006, volby 2010 i volby 2013).
Vrcholem jeho politické kariéry bylo působení na postu předsedy Komunistické strany Čech a Moravy v letech 1993-2005. Jeho nástup do čela strany se odehrál na 3. sjezdu KSČM v Prostějově v červnu 1993. KSČM byla tehdy zmítána vnitřními spory. Zatímco dosavadní předseda Jiří Svoboda inicioval rozsáhlé reformy a pokoušel se i o změnu názvu strany (odstranění slova „komunistická“), konzervativní křídlo okolo Miroslava Štěpána naopak v rámci platformy Za socialismus vyzývalo k důslednějšímu naplňování postulátů marxismu-leninismu. Po sjezdu byl Miroslav Štěpán vyloučen z KSČM, reformisté přešli do jiných levicových formací (Strana demokratické levice, Levý blok) a vnitrostranické frakce byly eliminovány. Miroslav Grebeníček sice počátkem roku 1999 naznačil možnost změny názvu strany, ale takový návrh byl ostře odmítnut členskou základnou. KSČM se za jeho předsednictví stabilizovala a stala se trvalou součástí politického spektra a druhou nejsilnější stranou na české levici. Zároveň ale pokračující orientace na komunistickou ideologii stranu izolovala a znemožňovala její větší zapojení do vládnutí na celostátní úrovni. Výraznější konkurence Grebeníčkovi ve straně vyvstala až na 6. sjezdu KSČM v květnu 2004. Reformistické křídlo se tehdy pokoušelo do předsednické funkce prosadit Miloslava Ransdorfa, ale vážnějším soupeřem se stal Vojtěch Filip. Miroslav Grebeníček na sjezdu post předsedy obhájil, nicméně o rok později se předsednictví vzdal a jeho nástupcem se stal právě Vojtěch Filip. I pak ale zůstal poslancem KSČM.
Ve volbách do Poslanecké sněmovny PČR v roce 2017 obhájil svůj poslanecký mandát za KSČM v Jihomoravském kraji. Získal 3 786 preferenčních hlasů a posunul se tak z původního 6. místa kandidátky na místo první. Ve volbách do Poslanecké sněmovny PČR v roce 2021 již nekandidoval.

## Publikace
výběr
- Grebeníček, M.: Prameny naděje. Vyd. 1. Praha: Futura, 2001. 326 s. ISBN 80-85523-69-8.
- Grebeníček, M.: V proudu času. Vyd. 1. Praha: Futura, 2004. 142 s. ISBN 80-85523-98-1.
- Grebeníček, M.: Hradba vzdoru. Praha: Ottovo nakladatelství, 2009. 208 s. ISBN 978-80-7360-925-2.
- Grebeníček, M.: Ve znamení kříže: podvody nelze halit svatou rouškou. Praha: Ottovo nakladatelství, 2019. 432 stran. ISBN 978-80-7451-750-1.